# 台灣播出之中國大陸電視劇列表
台灣播出之大陸劇列表為在台灣播映過之中國大陸戲劇。
影集在大中華區的其他譯名可參考Template:CGroup/ZH Show。
注: 语言以普通话为主，按首播日期排序

## 2009年
- 02-02《天使的歌聲》人間衛視
- 02-16《再生緣》台視
- 03-03《只要你過得比我好》民視
- 03-16《淚痕劍》台視
- 04-27《媳婦的眼淚》民視
- 07-20《帶著婆婆嫁》民視
- 08-10《欽差大臣》人間衛視
- 08-26《牟氏莊園》年代綜合
- 08-31《醜女無敵2》緯來育樂台
- 08-31《大唐芙蓉園》年代MUCH台
- 09-14《封神榜2》台視
- 10-07《母儀天下》民視
- 10-21《我這一輩子》中視
- 10-22《少年包青天》八大第一台
- 10-26《神探狄仁傑2》年代綜合
- 11-11《紅墨坊》東森綜合台
- 11-23《新春去春又回》年代MUCH台
- 11-30《書劍恩仇錄》緯來育樂台
- 11-30《東方朔》年代綜合台
- 12-08《金大班》民視
- 12-21《大國醫》東風衛視
- 12-15《仙劍奇俠傳三》東森電影台
- 12-28《南北大狀》緯來育樂台
- 12-28《家有兒女》緯來育樂台
- 12-28《新鄰居時代》緯來育樂台
- 12-28《倚天屠龍記》華視

## 2010年
- 01月08日《戀愛兵法》年代綜合
- 01月12日《八陣圖》八大第一台
- 01月13日《故夢》年代MUCH台
- 01月??日《無間有愛》超視
- 02月09日《車神》民視
- 02月22日《馬文的戰爭》緯來育樂台
- 02月24日《大愛無敵》年代綜合
- 03月18日《阿喜》中天娛樂
- 03月18日《大祠堂》年代綜合
- 03月22日《夜光神杯》東森電影
- 03月29日《我是老闆》緯來育樂台
- 03月??日《家》中天娛樂
- 04月07日《神話》中視
- 04月12日《牛郎織女》年代MUCH台
- 04月13日《新不了情》台視
- 04月19日《暗香》中天娛樂台
- 04月20日《沉香》東風衛視
- 05月10日《我是業主》緯來育樂台
- 05月11日《美人心計》中視
- 05月18日《天師鍾馗》華視
- 05月19日《鑽石豪門》年代MUCH台
- 05月24日《刁蠻嬌妻蘇小妹》TVBS歡樂台
- 06月02日《百年虛雲》人間衛視
- 06月04日《儂本多情》(新版) 東風衛視
- 06月08日《媳婦的美好時代》中視
- 06月14日《難為女兒紅》民視
- 07月04日《天和局》華視
- 07月15日《船娘雯蔚》年代MUCH台
- 07月19日《開創盛世》年代綜合
- 07月27日《聊齋3》中視
- 07月27日《鎖清秋》中視
- 08月02日《誰懂女兒心》東風衛視
- 08月10日《活佛濟公》八大第一台
- 08月16日《神醫大道公》民視
- 08月17日《蝸居》中天娛樂台
- 08月19日《流星蝴蝶劍》中視
- 08月31日《張小五的春天》華視
- 09月08日《神話織女》中視
- 09月21日《老大的幸福》華視
- 09月??日《李小龍傳奇》台視
- 10月06日《大漢盛世／大風歌》年代MUCH台
- 10月13日《鮮花朵朵》中天娛樂
- 10月26日《萬曆首輔張居正》東風衛視
- 10月28日《寒夜》東風衛視
- 10月31日《一起來看流星雨》三立都會台
- 11月01日《楊貴妃祕史》民視無線台
- 11月25日《來不及說我愛你》年代MUCH台
- 12月03日《杜拉拉升職記》中天娛樂台
- 12月08日《歡喜婆婆俏媳婦》中視
- 12月17日《女人的戰爭》東風衛視
- 12月24日《怪俠一枝梅》中視

## 2011年
| 日期     | 劇名                         | 網頁                        | 電視台       |
| 01月3日  | 娘家的故事                   | 網頁 （页面存档备份，存于） | 東森戲劇台   |
| 01月4日  | 怪俠一枝梅                   | 網頁                        | 中視         |
| 01月5日  | 孫子大傳                     | 網頁                        | 東風衛視     |
| 01月11日 | 美女記者向前衝(娱乐没有圈)   | 網頁                        | 緯來育樂台   |
| 01月15日 | 大內低手(李衛當官3)          |                             | 東森戲劇台   |
| 02月8日  | 大丫鬟                       |                             | 東風衛視     |
| 02月28日 | 唐琅探案                     | 網頁                        | 中視         |
| 02月28日 | 胭脂雪                       | 網頁 （页面存档备份，存于） | 民視         |
| 03月1日  | 神斷狄仁傑(神探狄仁傑)       | 網頁 （页面存档备份，存于） | 台視         |
| 03月9日  | 大明医圣李时珍               |                             | 台湾艺术台   |
| 03月28日 | 別愛我                       | 網頁                        | 八大綜合台   |
| 04月4日  | 春光燦爛豬九妹               | 網頁 （页面存档备份，存于） | 台視         |
| 04月14日 | 鐵齒銅牙紀曉嵐4              | 網頁（页面存档备份，存于）  | 緯來電影台   |
| 04月15日 | 茶館                         |                             | 東風衛視     |
| 04月18日 | 手機                         |                             | 緯來育樂台   |
| 04月19日 | 古今大戰秦俑情               | 網頁                        | 中視         |
| 04月23日 | 佳期如夢                     | 網頁 （页面存档备份，存于） | 愛爾達影劇台 |
| 04月25日 | 女媧傳說之靈珠               | 網頁 （页面存档备份，存于） | 台視         |
| 04月27日 | 天下                         |                             | 愛爾達綜合台 |
| 05月2日  | 回家的誘惑                   | 網頁                        | 八大戲劇台   |
| 05月5日  | 牌坊下的女人                 | 網頁                        | 東風衛視     |
| 05月12日 | 少林僧兵                     | 網頁 （页面存档备份，存于） | 愛爾達綜合台 |
| 05月16日 | 又見阿郎                     | 網頁（页面存档备份，存于）  | 民視         |
| 05月17日 | 宮                           | 網頁                        | 中視         |
| 05月18日 | 愛上女主播                   | 網頁 （页面存档备份，存于） | 台視         |
| 05月19日 | 把愛搶回來(夏家三千金)       | 網頁 （页面存档备份，存于） | 三立都會台   |
| 05月30日 | 闖關東                       | 網頁 （页面存档备份，存于） | 緯來育樂台   |
| 06月7日  | 又見白娘子                   | 網頁                        | 中視         |
| 06月16日 | 包青天之七俠五義             | 網頁 （页面存档备份，存于） | 緯來電影台   |
| 06月20日 | 我的媽媽是爸爸(养父)         | 網頁                        | 中天娛樂台   |
| 06月23日 | 再見艷陽天                   | 網頁                        | 東風衛視     |
| 06月24日 | 孟來財傳奇                   | 網頁 （页面存档备份，存于） | 愛爾達綜合台 |
| 06月29日 | 刁蠻俏御醫                   | 網頁                        | 中視         |
| 07月12日 | 北魏馮太后                   | 網頁                        | 東風衛視     |
| 07月15日 | 徽娘宛心                     | 網頁                        | 中視         |
| 07月15日 | 包青天之打龍袍               |                             | 緯來電影台   |
| 07月22日 | 孔雀翎(七種武器之孔雀翎)     | 網頁 （页面存档备份，存于） | 愛爾達綜合台 |
| 07月25日 | 新還珠格格                   | 網頁 （页面存档备份，存于） | 華視         |
| 07月25日 | 水滸傳                       | 網頁                        | 中視         |
| 07月26日 | 畫皮                         |                             | 八大第一台   |
| 08月1日  | 紅玫瑰黑玫瑰                 | 網頁 （页面存档备份，存于） | 緯來育樂台   |
| 08月5日  | 大秦直道                     | 網頁 （页面存档备份，存于） | 愛爾達綜合台 |
| 08月5日  | 歡迎愛光臨                   | 網頁 （页面存档备份，存于） | 華視         |
| 08月8日  | 新京城四少                   | 網頁                        | 東風衛視     |
| 08月17日 | 李衛當官2                    |                             | 八大第一台   |
| 08月29日 | 牽掛                         | 網頁                        | 中天娛樂台   |
| 09月27日 | 國色天香                     | 網頁                        | 東風衛視     |
| 10月17日 | 遠古的傳說(傳說)             | 網頁                        | 中視         |
| 10月18日 | 愛·相隨 （老伴）             | 網頁                        | 中天娛樂台   |
| 10月27日 | 步步驚心                     | 網頁 （页面存档备份，存于） | 中視         |
| 11月11日 | 流淚的新娘                   | 網頁                        | 東風衛視     |
| 11月22日 | 傾世皇妃                     | 網頁                        | 中視         |
| 12月8日  | 婆婆來了                     | 網頁                        | 中天娛樂台   |
| 12月16日 | 楚留香傳奇                   | 網頁                        | 中視         |
| 12月17日 | 美女如雲(無懈可擊之美女如雲) | 網頁                        | 中天綜合台   |
| 12月20日 | 青城緣(黃河古鎮)             | 網頁                        | 東風衛視     |
| 12月20日 | 鐵梨花                       | 網頁                        | 中視         |
| 12月20日 | 經緯天地                     | 網頁 （页面存档备份，存于） | 愛爾達綜合台 |

## 2012年
| 日期     | 劇名                       | 網頁                        | 電視台       |
| 1月2日   | 雙面人生(大阿哥溥峻)       | 網頁 （页面存档备份，存于） | 緯來育樂台   |
| 1月2日   | 落地，請開手機             | 網頁 （页面存档备份，存于） | 緯來育樂台   |
| 1月6日   | 巔峰時代                   |                             | 台視         |
| 1月23日  | 韓信(大將軍韓信)           | 網頁 （页面存档备份，存于） | 愛爾達綜合台 |
| 1月26日  | 戀戀咖啡(苦咖啡)           |                             | 中視綜藝台   |
| 2月3日   | 龍遊天下(第一部)           | 網頁 （页面存档备份，存于） | 中視         |
| 2月16日  | 國家寶藏之覲天寶匣         | 網頁 （页面存档备份，存于） | 愛爾達綜合台 |
| 2月29日  | 龍行天下(龍遊天下第二部)   | 網頁 （页面存档备份，存于） | 中視         |
| 3月5日   | 有情鴛鴦無情劍             |                             | 高點綜合台   |
| 3月7日   | 滿秋                       | 網頁 （页面存档备份，存于） | 愛爾達綜合台 |
| 3月9日   | 蓋世英雄方世玉             |                             | 緯來電影台   |
| 3月18日  | 幸福三顆星                 |                             | 中視         |
| 3月20日  | 後宮甄嬛傳                 | 網頁 （页面存档备份，存于） | 華視         |
| 3月26日  | 龍巡天下(龍遊天下第三部)   | 網頁 （页面存档备份，存于） | 中視         |
| 3月29日  | 菩提樹下                   | 網頁 （页面存档备份，存于） | 愛爾達綜合台 |
| 4月13日  | 雙城生活                   | 網頁                        | 中天娛樂台   |
| 4月17日  | 精武英雄陳真               |                             | 高點綜合台   |
| 4月18日  | 穆桂英掛帥                 | 網頁（页面存档备份，存于）  | 中視         |
| 4月19日  | 大槐樹                     |                             | 人間衛視     |
| 4月24日  | 王爺到                     | 網頁                        | 八大第一台   |
| 4月26日  | 包青天之白玉堂傳奇         |                             | 緯來電影台   |
| 5月3日   | 少林寺傳奇之十三棍僧       | 網頁 （页面存档备份，存于） | 愛爾達綜合台 |
| 5月11日  | 七俠五義人間道             |                             | 中視         |
| 5月18日  | 後宮                       | 網頁                        | 東風衛視     |
| 5月22日  | 唐宮美人天下               | 網頁 （页面存档备份，存于） | 華視         |
| 5月29日  | 真愛謊言                   | 網頁                        | 中天娛樂台   |
| 5月31日  | 狼俠                       |                             | 高點綜合台   |
| 6月3日   | 少林寺傳奇之大漠英豪       | 網頁 （页面存档备份，存于） | 愛爾達綜合台 |
| 6月5日   | 如意                       | 網頁（页面存档备份，存于）  | 中視         |
| 6月9日   | 凝香劫                     |                             | 人間衛視     |
| 6月14日  | 薛平貴與王寶釧             | 網頁（页面存档备份，存于）  | 華視         |
| 6月18日  | 大瓷商                     |                             | 人間衛視     |
| 6月24日  | 愛啊哎呀，我願意           |                             | 中視         |
| 6月25日  | 新七仙女(天仙配)           |                             | 龍祥電影台   |
| 6月25日  | 帝錦                       | 網頁（页面存档备份，存于）  | 台視         |
| 7月2日   | 三國                       | 網頁（页面存档备份，存于）  | 中視         |
| 7月3日   | 少年訟師紀曉嵐             | 網頁 （页面存档备份，存于） | 中視         |
| 7月11日  | 新西遊記                   |                             | 民視         |
| 7月30日  | 天涯赤子心                 | 網頁                        | 東風衛視     |
| 8月6日   | 千山暮雪                   | 網頁（页面存档备份，存于）  | 中視         |
| 8月18日  | 愛情的抉擇(娘家的故事2)    |                             | 東森戲劇台   |
| 8月30日  | 傾城雪                     |                             | 民視         |
| 9月3日   | 洪武大案                   |                             | 民視         |
| 9月6日   | 宮鎖珠簾                   |                             | 華視         |
| 9月18日  | 奢香夫人                   |                             | 人間衛視     |
| 9月27日  | 大秦帝國之縱橫             |                             | 民視         |
| 9月30日  | 愛情睡醒了                 |                             | 華視         |
| 10月2日  | 鎖夢樓                     |                             | 華視         |
| 10月3日  | 馬永貞                     |                             | 緯來電影台   |
| 10月14日 | S.O.P女王(勝女的代價)      |                             | 民視         |
| 10月29日 | 包青天之開封奇案           |                             | 華視         |
| 10月30日 | 天涯明月刀                 |                             | 中視         |
| 11月9日  | 認命吧！金牽牛(牽牛的夏天) |                             | 民視         |
| 11月20日 | 回家(彼岸1945)             |                             | 公視         |
| 11月21日 | 天下第一媒                 |                             | 高點綜合台   |
| 11月21日 | 兵聖                       | 網頁 （页面存档备份，存于） | 愛爾達綜合台 |
| 11月22日 | 深宮諜影                   |                             | 八大戲劇台   |
| 11月23日 | 木府風雲                   |                             | 中視         |
| 11月??日 | 水滸英雄譜                 |                             | 龍祥電影台   |
| 12月1日  | 鼓上蚤時遷                 |                             | 霹靂台灣台   |
| 12月4日  | 家，N次方                  |                             | 中視         |
| 12月20日 | 秦香蓮                     |                             | 台視         |
| 12月12日 | 西施秘史                   |                             | 衛視中文台   |
| 不詳     | 錯嫁                       | 網頁                        | EYE TV戲劇台 |
| 不詳     | 小站風雲                   | 網頁                        | EYE TV戲劇台 |

## 2013年
- 01月29日《軒轅劍之天之痕》華視
- 01月30日《槍炮侯》中視
- 02月01日《大清徽商》東森戲劇台
- 02月05日《大唐女將樊梨花》台視
- 02月22日《黃庭堅》人間衛視
- 02月20日《新施公案》緯來育樂台
- 02月28日《神醫喜來樂傳奇》中視
- 03月06日《王的女人》台視
- 03月11日《隋唐演義》華視
- 03月11日《大唐雙龍傳之長生訣》緯來電影台
- 03月25日《刑名師爺》中視
- 03月26日《姐姐立正向前走》TVBS歡樂台
- 03月28日《虎符傳奇》台視
- 04月23日《英雄》華視
- 05月17日《王者清風》華視
- 05月29日《光緒外傳》(槍炮侯) 八大第一台
- 05月30日《威龍闖天關》(新審死官) 緯來電影台
- 06月12日《傾城絕戀》華視
- 06月17日《雲袖》東風衛視
- 06月29日《大宅院的女人》東森戲劇台
- 07月09日《滾滾紅塵》中視
- 07月11日《新白髮魔女傳》華視
- 07月16日《楚留香新傳》台視
- 07月19日《大戲法》高點電視台
- 07月25日《精忠岳飛》中天娛樂
- 07月29日《八仙過海》(八仙全傳之八仙過海) 民視
- 07月30日《上海，上海》緯來育樂台
- 07月31日《媽祖》中視
- 08月09日《陸貞傳奇》華視
- 08月15日《江南傳奇之十五貫》台視
- 08月23日《蘭陵王》中視
- 08月24日《愛情交響曲》(愛情有點藍) 超視
- 09月09日《男人幫》緯來綜合台
- 09月09日《新神探聯盟》愛爾達綜合台
- 09月13日《妙手神捕俏佳人》高點綜合台
- 10月10日《花非花雾非雾》華視
- 10月14日《幸福的麵條》MOD ELTA影劇
- 10月21日《棋逢對手》緯來綜合台
- 10月22日《貞觀之治》MOD龍華戲劇台
- 11月01日《大欽差之皇城神鷹》高點綜合
- 11月04日《楚漢傳奇》緯來育樂台
- 11月12日《錯點鴛鴦戲點鴛鴦》中視
- 11月18日《笑傲江湖》八大綜合台
- 11月19日《活佛濟公3》台視
- 11月25日《命運交響曲》MOD ELTA影劇
- 11月30日《武媚娘傳奇》(至尊红颜) 華視
- 12月04日《詠春傳奇》MOD龍華戲劇台
- 12月09日《后宮美人計》(美人無淚) 中視
- 12月11日《偏偏爱上你》緯來綜合台
- 12月16日《璀璨人生》中天綜合台
- 12月19日《大漠風雲》(建元風雲) 八大第一台
- 12月25日《溫州一家人》MOD龍華戲劇台
- 12月30日《赵氏孤儿》(赵氏孤儿案) 緯來育樂台

## 2014年
- 01-04《新萍蹤俠影》MOD EYE TV戲劇
- 01-11《葉問》東森電影
- 01-16《青春舞台》MOD EYE TV戲劇
- 01-21《小兒難養》緯來綜合
- 01-25《七個朋友》中視HD
- 02-09《加油媽媽》八大戲劇
- 03-07《家事如天》台灣綜合
- 03-18《牡丹亭》MOD 龍華戲劇
- 03-20《家有虎媽》(孩奴) 緯來綜合
- 03-24《追魚傳奇》台視
- 04-03《孔子》人間衛視
- 04-03《被遺棄的秘密》(藏心術) MOD EYE TV戲劇
- 04-17《天龍八部》中視
- 04-24《吉祥酒鋪》(金字招牌) MOD 龍華戲劇
- 04-25《名門劫》MOD EYE TV戲劇
- 04-30《大清后宮傳》(紅牆綠瓦之宮闈殘陽/宮鎖秘史) 八大第一
- 05-06《天真遇到現實》wintv台灣HD戲劇
- 05-09《中國式離婚》台灣綜合台
- 05-12《最美的時光》中天綜合/中天娛樂
- 05-20《天堂秀》 台視
- 05-22《大盛魁》MOD 龍華戲劇
- 06-02《斷奶》台灣綜合
- 06-13《小兩口》MOD ELTA影劇
- 06-13《茶頌》華視
- 06-23《青春四十》win tv台灣HD戲劇(凱擘數位有線頻道)
- 06-30《隋唐英雄》中視HD/win tv台灣HD戲劇
- 07-01《大時代》台視
- 07-04《婚巢》台灣綜合台
- 07-04《步步驚情》中天綜合/中天娛樂
- 07-11《義本同心》MOD EYE TV戲劇
- 08-04《辣媽正傳》八大第一 (台語版)
- 08-07《犀利仁師》中天娛樂
- 08-12《金玉良緣》中視
- 08-04《我的美麗人生》wintv台灣HD戲劇
- 08-06《北京愛情故事》MOD EYE TV戲劇
- 08-07《新結婚時代》台灣綜合台
- 08-14《正陽門下》MOD ELTA 綜合
- 08-27《金太狼的幸福生活》台視
- 08-23《上流俗女》(真愛遇到他) 中視
- 09-02《摩登女婿》台灣綜合台
- 09-11《浪漫向左婚姻往右》wintv台灣HD戲劇
- 09-12《鳳凰牡丹》MOD EYE TV戲劇
- 09-17《大清奇案》(小白菜奇案/楊乃武與小白菜冤案) 八大第一
- 09-22《隋唐英雄2》中視HD/win tv台灣HD戲劇
- 09-25《大明按察使》緯來電影
- 09-25《小爸爸》(台語)八大第一
- 09-30《十二生肖傳奇》MOD 龍華戲劇
- 10-01《大女當嫁》MOD EYE TV戲劇
- 10-08《十月圍城》八大第一
- 10-13《大漢賢后衛子夫》 中視
- 10-16《家裡家外》人間衛視
- 10-17《假如生活欺騙了你》MOD 龍華偶像
- 10-20《大男當婚》MOD EYE TV戲劇
- 10-23《時尚女編輯》wintv台灣HD戲劇
- 11-03《巾幗大將軍》MOD 龍華戲劇
- 11-05《非緣勿擾》中天綜合
- 11-07《失戀33天》(台語版)八大第一
- 11-13《愛像火花》(像火花像蝴蝶)八大第一
- 11-24《隋唐英雄傳》(隋唐英雄3)中視
- 11-26《封神英雄榜》東森戲劇
- 11-26《咱們結婚吧》華視
- 12-07《愛情闖進門》八大綜合
- 12-08《風中奇緣》中天娛樂、中視
- 12-12《千金歸來》MOD ELTA影劇
- 12-23《藥草世家》(愛情悠悠藥草香)八大第一
- 12-25《一見不鍾情》中天綜合

## 2015年
- 01-01《薛丁山》華視
- 01-05《活佛濟公2》台視
- 01-15《土地公土地婆》中視
- 01-20《余家大院》八大第一
- 01-23《武松》中視HD、台灣HD綜合
- 01-25《外鄉人》台灣綜合台
- 01-26《媳婦的美好宣言》台灣HD戲劇
- 02-05《大丈夫》中天綜合
- 03-08《產科男醫生》台灣綜合台
- 03-12《浮沉》MOD EYE TV戲劇
- 03-12《老爸的愛情》台灣HD戲劇
- 03-23《嫁衣》緯來育樂
- 03-23《達官爺傳奇》八大第一
- 03-25《大當家》MOD EYE TV戲劇
- 03-30《武媚娘傳奇》中視
- 04-13《杉杉來了》八大第一
- 04-15《大清鹽商》八大第一
- 04-16《春秋淹城》霹靂台灣台
- 04-17《離婚好嗎》中天綜合
- 04-27《婦道》MOD EYE TV戲劇
- 04-27《母親的戰爭》台灣HD戲劇
- 04-28《鹿鼎記》中視HD
- 05-04《老米家的婚事》緯來育樂
- 05-06《請你原諒我》MOD EYE TV戲劇
- 05-28《相愛十年》八大第一
- 06-08《婚前協議》台灣綜合
- 06-17《少年神探狄仁傑》(神探狄仁傑) 八大第一
- 06-22《千金女賊》華視
- 06-22《當婆婆遇上媽》中天綜合
- 06-27《我們這撥人》台灣綜合
- 07-07《隋唐英雄4》中視HD、台灣HD綜合
- 07-18《無心法師》八大綜合
- 07-27《神鵰俠侶》中視
- 08-03《加油愛人》中天綜合
- 08-05《封神英雄》緯來電影
- 08-17《錦繡緣華麗冒險》華視
- 08-31《虎媽貓爸》衛視中文台
- 09-16《明若曉溪》八大綜合
- 09-16《抓住彩虹的男人》華視
- 10-05《少年四大名捕》中視
- 10-12《賞金獵人》MOD 龍華戲劇
- 10-23《苏三》高點綜合
- 11-02《隋唐英雄5》中視HD、台灣HD綜合
- 11-03《琅琊榜》華視
- 11-05《我愛男閨蜜》緯來綜合
- 11-16《長大》八大第一
- 12-01《花千骨》中天娱乐台/中视数位台
- 12-01《大明按察使之鐵血斷案》緯來電影
- 12-02《何以笙簫默》中天娛樂
- 12-08《下一站婚姻》八大第一
- 12-21《克拉戀人》緯來綜合
- 12-22《白蛇後傳》台視
- 12-29《食來孕轉》八大第一

## 2016年
- 01-18《因為愛情有奇蹟》中天綜合
- 02-13《新洛神》東森戲劇
- 02-15《金牌律師》纬来综合
- 02-15《謝謝你曾經愛過我》華視
- 02-18《畫皮之真愛無悔》台視
- 02-22《大漢情緣之雲中歌》中天綜合
- 03-02《華胥引》MOD龍華戲劇
- 03-07《談判冤家》MOD ELTA影劇
- 03-07《妻子的謊言》東森超視
- 03-11《美麗的秘密》纬来综合
- 03-28《女醫明妃傳》八大戲劇
- 04-04《芈月傳》華視
- 04-11《幸福三十六計》八大第一
- 04-13《大当家》MOD EYE TV戲劇
- 04-24《董鄂妃傳》中天綜合
- 05-09《大玉兒傳奇》緯來育樂
- 05-10《酷爸俏媽》中天娛樂
- 05-18《蜀山戰紀》MOD愛爾達綜合
- 05-25《追婚二手男》纬来综合
- 05-25《大好時光》八大第一
- 05-26《菩提樹下》台視綜合
- 06-06《寂寞空庭春欲晚》八大戲劇
- 06-21《活色生香》年代MUCH
- 06-21《孩子回國了》緯來綜合
- 06-24《秘密夫妻》（“北上广”不相信眼泪）八大第一
- 07-21《我是杜拉拉》八大第一
- 08-18《武神趙子龍》爱尔达综合
- 08-19《完美新娘》MOD EYE TV戲劇
- 09-04《幸福又見彩虹》CHOCO TV 追劇瘋
- 09-05《我的老婆大人》八大第一
- 09-13《新京華烟雲》MOD EYE TV戲劇
- 09-13《五鼠闹东京》龍華戲劇
- 09-21《歡樂頌》緯來綜合
- 09-29《二胎時代》八大第一
- 10-04《幸福歸來》愛爾達影劇
- 10-06《烽火佳人》年代MUCH
- 10-17《麵包樹上的女人》中天綜合
- 10-18《幻城》中视数位
- 10-20《親愛的翻譯官》緯來綜合
- 10-28《好先生》星衛娛樂
- 11-07《大宋傳奇之趙匡胤》台視綜合
- 11-11《守婚如玉》八大第一
- 11-18《女不強大天不容》纬来综合
- 11-22《海上孟府》東風衛視
- 12-06《檸檬初上》中天綜合
- 12-06《忍冬艷薔薇》MOD EYE TV戲劇
- 12-08《生活啟示錄》八大第一
- 12-19《秀秀的男人》MOD EYE TV戲劇
- 12-20《中國式關係》纬来综合
- 12-28《小丈夫》星衛娛樂
- 12-29《小別離》八大第一

## 2017年
- 01-09《江南四大才子》高點綜合台
- 01-10《秀麗江山長歌行》中視數位
- 01-26《最美是你》八大第一台
- 01-31《結婚前規則》WINHD綜合台(台灣HD綜合台)
- 02-02《武則天傳奇》緯來育樂台
- 02-13《淚灑女人花》年代MUCH TV
- 02-15《愛情萬萬歲》緯來綜合台
- 02-17《如錦》東森超視
- 02-23《你好喬安》八大第一台
- 03-08《大南迁》高點綜合台
- 03-09《神算劉伯溫》緯來育樂台
- 03-15《遇見王瀝川》八大第一台
- 03-15《北上廣依然相信愛情》緯來綜合台
- 03-17《妻子的秘密》東風衛視
- 03-24《誅仙·青雲志》中視
- 04-07《放棄我抓緊我》八大第一台
- 04-10《情定三生》年代MUCH TV
- 04-10《深宅雪》MOD EYE TV戲劇台
- 04-14《奇妙的時光之旅》緯來綜合台
- 04-21《大明按察使之铁血断案》高點綜合台
- 04-24《老九門》中視
- 05-08《錦繡未央》八大戲劇台
- 06-06《亂世麗人行》年代MUCH台
- 06-13《守護麗人》八大第一台
- 06-23《扇娘》東風衛視
- 06-26《孤芳不自賞》緯來戲劇台
- 06-28《中國式關係》緯來綜合台
- 07-14《因為遇見你》八大第一台
- 07-20《三生三世十里桃花》中視
- 07-24《外科風雲》緯來綜合
- 07-25《到愛的距離》MOD EYE TV戲劇
- 08-01《乾隆秘史》MOD EYE TV戲劇
- 08-11《愛情不打烊》霹靂衛視
- 08-14《兄弟兄弟》MOD EYE TV戲劇
- 08-18《愛來的剛好》八大第一台
- 08-30《老爸當家》緯來綜合
- 09-01《刺青》MOD EYE TV戲劇
- 09-13《微时代》高點綜合台
- 09-26《繁星四月》八大第一台
- 09-27《歡樂頌2》緯來綜合
- 09-28《娘心計》MOD EYE TV戲劇
- 10-09《射鵰英雄傳》中天綜合
- 10-18《大清總督于成龍》緯來育樂台
- 10-19《花火花紅》年代MUCH台
- 10-23《漂洋過海來看你》八大第一台
- 11-08《解忧公主》東風衛視
- 11-08《一念向北》高點電視
- 11-15《少林問道》緯來育樂台
- 11-03《我的前半生》緯來綜合
- 12-04《深夜食堂》緯來綜合
- 12-04《煮婦神探》MOD EYE TV戲劇
- 12-05《繼承人》八大第一台
- 12-11《楚喬傳》 八大戲劇台
- 12-21《九河入海》年代MUCH台
- 12-22《麗姬傳》緯來戲劇台
- 12-25《軍師聯盟》中視
- 12-29《我的岳父會武術》MOD EYE TV戲劇

## 2018年
- 01月01日《上班族女王》八大第一台
- 01月01日《鴛鴦佩》MOD EYE TV戲劇
- 01月22日《大唐荣耀》東森戲劇台
- 01月25日《唐宮燕》MOD EYE TV戲劇
- 02月02日《人間至味是清歡》八大第一台
- 02月05日《飛刀又見飛刀》中視經典台
- 03月02日《盲約》八大第一台
- 03月04日《新婚公寓》星衛娛樂台
- 03月14日《那年花開月正圓》八大戲劇台
- 04月04日《小情人》八大第一台
- 04月05日《何所冬暖，何所夏凉》緯來綜合台
- 04月09日《傻春》年代MUCH台
- 04月09日《女管家》MOD EYE TV戲劇
- 04月30日《不得不愛》八大第一台
- 05月07日《急诊科医生》緯來綜合台
- 05月16日《海上牧雲記》衛視中文台
- 05月28日《我們的愛》八大第一台
- 05月28日《那樣芬芳》年代MUCH台
- 05月28日《班淑傳奇》超級電視台
- 05月29日《琅琊榜之風起長林》緯來戲劇台
- 06月06日《獵場》緯來綜合台
- 06月07日《亂世佳人》MOD EYE TV戲劇
- 06月18日《軍師聯盟2：虎嘯龍吟》中視
- 06月20日《美女愛大叔》八大第一台
- 06月27日《醉玲瓏》八大第一台
- 07月09日《擇天記》MOD EYE TV戲劇
- 07月12日《戀愛先生》緯來綜合台
- 07月12日《少帥》年代MUCH台
- 07月17日《我的青春遇見你》八大第一台
- 08月08日《再見，老婆大人》高點綜合台
- 08月24日《下一站，別離》八大第一台
- 08月27日《我的老爸是奇葩》MOD EYE TV戲劇
- 09月17日《凡人的品格》緯來綜合台
- 09月19日《新上海灘》年代MUCH台
- 09月26日《獨孤天下》緯來戲劇台
- 10月01日《大盛魁》緯來育樂台
- 10月01日《老男孩》八大第一台
- 10月11日《糊塗縣令鄭板橋》緯來電影台
- 10月17日《我不是精英》緯來綜合台
- 10月19日《花謝花飛花滿天》MOD EYE TV戲劇
- 11月05日《延禧攻略》八大第一台
- 11月15日《偽裝者》年代MUCH台
- 11月19日《龍珠傳奇》超級電視台
- 11月27日《如懿傳》衛視中文台
- 12月03日《溫暖的弦》八大第一台
- 12月06日《美好生活》中天綜合台
- 12月19日《咱們相愛吧》MOD EYE TV戲劇
- 12月19日《通天狄仁傑》東風衛視

## 2019年
- 01月04日《烈火如歌》中天綜合台
- 01月14日《溫州一家人》年代MUCH台
- 01月25日《繭鎮奇緣》MOD EYE TV戲劇
- 02月07日《南方有喬木》八大第一台
- 02月12日《宮心計2深宮計》八大第一台
- 02月25日《我的前半生》東森綜合台
- 03月01日《人生若如初相見》MOD EYE TV戲劇
- 03月08日《芸汐傳》八大第一台
- 03月11日《正陽門下》年代MUCH台
- 03月21日《親愛的她們》緯來綜合台
- 04月04日《月嫂先生》八大第一台
- 04月05日《百花深處》MOD EYE TV戲劇
- 04月11日《知否知否應是綠肥紅瘦》八大第一台
- 04月30日《青島往事》年代MUCH台
- 05月01日《許你浮生若夢》MOD EYE TV戲劇
- 05月06日《扶搖》中視
- 05月13日《香蜜沉沉燼如霜》中天綜合台
- 06月06日《幸福一家人》八大第一台
- 06月19日《將軍在上》緯來綜合台
- 06月26日《花謝花飛花滿天》超視
- 06月26日《老有所依》年代MUCH台
- 07月03日《美味奇緣》台灣綜合
- 07月04日《天涯女人心》MOD EYE TV戲劇
- 07月04日《天坑鷹獵》MOD EYE TV戲劇
- 07月05日《小女花不棄》MOD EYE TV戲劇
- 07月30日《逆流而上的你》高點綜合台
- 07月31日《一路繁花相送》緯來綜合台
- 08月21日《戰長沙》緯來綜合台
- 09月19日《吾兒可教》台灣綜合
- 09月19日《鳳弈》MOD龍華偶像台
- 09月25日《愛情進化論》中天娛樂台
- 09月26日《三國機密之潛龍在淵》超級電視台
- 10月15日《獨孤皇后》中天娛樂台
- 10月21日《奶奶再愛我一次》東風衛視
- 10月21日《同福裏的那一年》壹電視綜合台、年代MUCH台
- 10月22日《娘道》MOD EYE TV戲劇
- 10月24日《鐵甲艦上的男人們》緯來育樂台
- 10月23日《知否？知否？應是綠肥紅瘦》緯來戲劇台
- 10月30日《皓鑭傳》八大第一台
- 11月19日《海上嫁女记》高點綜合台
- 11月20日《一千零一夜》中天娛樂台
- 11月28日《如果，愛》MOD EYE TV戲劇
- 12月02日《老中醫》緯來育樂台
- 12月13日《長安十二時辰》MOD EYE TV戲劇
- 12月25日《假如生活欺騙了你》壹電視綜合台、年代MUCH台

## 2020年
- 01月01日《唐人街探案》愛奇藝台灣站
- 01月01日《夜天子》MOD愛爾達綜合台
- 01月02日《合夥人》MOD EYETV戲劇台
- 01月22日《三生三世枕上書》WeTV
- 01月30日《情满四合院》緯來育樂台
- 02月06日《聽雪樓》MOD愛爾達綜合台
- 02月21日《六扇門》緯來電影台
- 02月25日《芝麻胡同》年代much台
- 02月25日《白髮王妃》MOD EYETV戲劇台
- 02月26日《天盛長歌》MOD龍華戲劇台
- 02月27日《你和我的傾城時光》中天娛樂台
- 02月28日《正陽門下小女人》緯來育樂台
- 03月01日《那刻的怦然心動》中天娛樂台
- 03月03日《都挺好》八大第1台
- 03月04日《平凡歲月》高點綜合台
- 03月05日《雞毛飛上天》MOD EYETV戲劇台
- 03月12日《我要和你在一起》高點綜合台
- 03月22日《碧血書香夢》八大戲劇台
- 03月27日《重返20歲》人間衛視
- 04月14日《天乩之白蛇傳說》緯來綜合台
- 04月16日《慶餘年》MOD愛爾達綜合台
- 04月27日《白髮王妃》中視
- 04月27日《那年青春我們正好》中天娛樂
- 05月04日《戀戀不忘》人間衛視
- 05月05日《田姐辣妹》高點綜合台
- 05月06日《刁蠻新娘》東風衛視
- 05月11日《小姨多鶴》年代much台
- 05月21日《招搖》MOD愛爾達綜合台
- 05月27日《東宮》緯來綜合台
- 06月15日《南京愛情》東風衛視
- 06月16日《慶餘年》中天娛樂台
- 06月19日《嫁個老公過日子》人間衛視
- 06月19日《原來你還在這裡》中天娛樂台
- 06月24日《老酒館》緯來育樂台
- 06月25日《海棠經雨胭脂透》MOD龍華偶像台
- 06月26日《劍王朝》MOD愛爾達綜合台
- 06月27日《鍾馗捉妖記》MOD龍華戲劇台
- 06月30日《春草》年代much台
- 07月13日《錦衣之下》MOD龍華戲劇台
- 07月16日《北方有佳人》東風衛視
- 07月20日《姥姥的餃子館》MODEYETV戲劇台
- 07月23日《父母愛情》緯來育樂台
- 07月24日《陪讀媽媽》高點綜合台
- 07月27日《倚天屠龍記 (2019年電視劇) 》中視
- 07月30日《還是夫妻》華藝台灣
- 08月10日《精英律師》中天娛樂台
- 08月10日《千金》東風衛視
- 08月14日《那片星空那片海》緯來綜合台
- 08月17日《家常菜》年代much台
- 08月18日《錦衣之下》中天娛樂台
- 08月20日《賽小花的遠大前程》人間衛視
- 08月21日《娘道》緯來育樂台
- 08月24日《天坑鷹獵》霹靂台灣
- 08月28日《親愛的，熱愛的》八大第1台
- 09月03日《連城訣 (2004年電視劇)》緯來電影台
- 09月08日《我只喜歡你》緯來綜合台
- 09月15日《幕後之王》EYETV戲劇台
- 09月16日《築夢情緣》EYETV戲劇台
- 09月17日《謀聖鬼谷子》MOD龍華戲劇台
- 09月22日《鳳弈》八大第1台
- 09月22日《飄香劍雨》霹靂台灣台
- 10月05日《愛上你治癒我》緯來綜合台
- 10月07日《溫州兩家人》中天娛樂台
- 10月08日《我的父親母親(電視劇)》年代Much台
- 10月15日《一代名相陳廷敬》緯來育樂台
- 10月16日《一場遇見愛情的旅行》EYETV戲劇台
- 10月28日《鬢邊不是海棠紅》Mod EYETV戲劇台
- 11月03日《大宋少年志》中天娛樂台
- 11月18日《大明風華》八大第1台
- 11月23日《我們都要好好的》Mod EYETV戲劇台
- 11月27日《八九不離十》高點綜合台
- 12月02日《以家人之名》MOD愛爾達影劇台
- 12月07日《亂世書香》年代MUCH台
- 12月09日《皮五傳奇》緯來育樂台
- 12月23日《三十而已》MOD EYETV戲劇台

## 2021年
- 01月4日《絕代雙驕》MOD愛爾達綜合台
- 01月22日《西京故事》高點綜合台
- 01月26日《獵狐》MOD EYETV戲劇台
- 02月1日《媽媽像花兒一樣》東風衛視
- 02月10日《我們都要好好的》八大第1台
- 02月17日《人活一張臉》年代MUCH台
- 02月18日《山月不知心底事》人間衛視
- 02月21日《熱血高校 (網路劇)》八大綜合台
- 02月23日《鶴唳華亭》MOD EYETV戲劇台
- 02月26日《小娘惹》MOD EYETV戲劇台
- 02月23日《三千鴉殺》緯來戲劇台
- 03月1日《盛唐幻夜》緯來電影台
- 03月1日《冰糖燉雪梨》MOD龍華偶像台
- 03月15日《如果可以這樣愛》八大第1台
- 03月26日《贅婿》MOD 愛爾達綜合台
- 03月30日《姐妹兄弟》MOD EYETV戲劇台
- 03月30日《半是蜜糖半是傷》MOD 愛爾達影劇台
- 04月1日《三生三世枕上書》MOD EYETV戲劇台
- 04月5日《孤城閉》中視
- 04月9日《鍾馗捉妖記》霹靂台灣台
- 04月12日《有你才幸福》年代MUCH台
- 04月14日《大秦賦》MOD龍華戲劇台
- 04月15日《小歡喜》八大第1台
- 04月22日《如意芳霏》MOD 愛爾達綜合台
- 04月25日《花木蘭傳奇》MOD EYE TV戲劇台
- 04月28日《遇見幸福》MOD EYE TV戲劇台
- 05月5日《以家人之名》中天娛樂台
- 05月11日《九州縹緲錄》MOD EYE TV戲劇台
- 05月13日《鶴唳華亭》八大第1台
- 05月20日《破冰行動》緯來育樂台
- 05月20日《遇見幸福》八大第1台
- 05月20日《長歌行》MOD愛爾達綜合台
- 05月27日《安家》MOD EYETV戲劇台
- 05月31日《半是蜜糖半是傷》東森超視
- 06月1日《水滸傳 (1998年電視劇)》年代MUCH台
- 06月2日《失寵王妃之情緣》東風衛視
- 06月14日《蒼生大醫》MOD龍華戲劇台
- 06月14日《八零九零》MOD愛爾達影劇台
- 06月18日《三十而已》八大第1台
- 06月25日《笑傲江湖 (2018年電視劇)》霹靂台灣
- 06月30日《我，喜歡你》中天娛樂台
- 07月5日《裝台》 MOD EYETV戲劇台
- 07月6日《旱碼頭》MOD龍華戲劇台
- 07月6日《錦繡南歌》MOD龍華偶像台
- 07月7日《在遠方》緯來育樂台
- 07月12日《流金歲月》MOD愛爾達影劇台
- 07月20日《緊急公關》東森超視
- 07月22日《你是我兄弟》東風衛視
- 07月26日《錦繡南歌》中天娛樂台
- 07月28日《狼殿下》 MOD EYETV戲劇台
- 08月3日《怪你過分美麗》中天娛樂台
- 08月6日《我的時代，你的時代》MOD愛爾達影劇台
- 08月11日《風起霓裳》MOD龍華偶像台
- 08月17日《仙劍雲之凡》霹靂台灣台
- 08月18日《談判官》八大第1台
- 08月24日《燕雲台》八大戲劇台
- 08月31日《琉璃(電視劇)》 MOD EYETV戲劇台
- 09月8日《今夕何夕》MOD龍華偶像台
- 09月10日《新俠客行》MOD龍華戲劇台
- 09月9日《大秦賦》緯來育樂台
- 09月16日《築夢情緣》八大第1台
- 09月16日《親愛的，熱愛的》八大第1台
- 09月17日《旋風十一人》霹靂台灣台
- 09月23日《二十不惑》中天娛樂台
- 09月23日《我的二哥二嫂》年代MUCH台
- 09月26日《青青子衿》 MOD EYETV戲劇台
- 09月27日《我和我們在一起》MOD愛爾達綜影劇台
- 09月28日《父愛如山》年代MUCH台
- 09月28日《櫃中美人》MOD愛爾達綜合台
- 09月30日《第二次也很美》東森超視
- 10月5日《蘭陵王妃》MOD龍華偶像台
- 10月12日《上陽賦》 MOD EYETV戲劇台
- 10月15日《正青春》八大第1台
- 10月18日《流金歲月》衛視中文台
- 10月21日《小舍得》MOD 愛爾達影劇台
- 10月22日《驪歌行》 MOD 愛爾達綜合台
- 10月27日《情深緣起》 MOD EYETV戲劇台
- 10月28日《上陽賦》八大戲劇台
- 11月3日《葉落長安》東風衛視
- 11月3日《武當一劍》MOD龍華戲劇台
- 11月12日《長安諾》中天娛樂台
- 11月19日《我的砍價女王》 MOD愛爾達影劇台
- 11月22日《成化十四年》緯來電影台
- 11月23日《風暴舞》高點綜合台
- 11月23日《與君歌》MOD龍華偶像台
- 11月29日《太古神王》 MOD EYETV戲劇台
- 11月30日《東四牌樓東》 MOD EYETV戲劇台
- 11月30日《燕雲台》MOD龍華戲劇
- 12月3日《女心理師》MOD龍華偶像台
- 12月10日《兩世歡》緯來戲劇台
- 12月16日《愛的厘米》八大第1台
- 12月22日《長歌行》衛視中文台
- 12月28日《君九齡》MOD龍華偶像台

## 2022年
- 01月3日《了不起的兒科醫生》MOD EYETV戲劇台
- 01月3日《夜空中最閃亮的星》台視綜合
- 01月3日《塞上風雲記》MOD龍華戲劇台
- 01月4日《我的小姨》霹靂台灣台
- 01月13日《星辰大海》MOD愛爾達影劇台
- 01月14日《長安三怪探》MOD龍華戲劇台
- 01月24日《從結婚開始戀愛》高點綜合台
- 01月25日《幸福觸手可及》 MOD龍華偶像台
- 02月6日《情深緣起》 中天娛樂台
- 02月10日《生活家》 八大第1台
- 02月14日《理想之城》MOD愛爾達影劇台
- 02月14日《我的兒子是奇葩》高點綜合台
- 02月16日《大武當》MOD龍華戲劇台
- 02月22日《斛珠夫人》MOD愛爾達綜合台
- 03月2日《老伴》年代MUCH台
- 03月4日《冰糖燉雪梨》台視綜合台
- 03月7日《喬家的兒女》MOD EYETV戲劇台
- 3月15日《半暖時光》MOD愛爾達影劇台
- 3月22日《大宋宮詞》MOD EYETV戲劇台
- 3月28日《卜案》緯來育樂台
- 3月28日《周生如故》MOD愛爾達綜合台
- 3月31日《我是真的愛你》八大第1台
- 4月4日《暗戀橘生淮南》人間衛視
- 4月8日《完美關係》MOD EYETV戲劇台
- 4月11日《劉墉追案》緯來育樂台
- 4月13日《一剪芳華》MOD愛爾達綜合台
- 4月15日《葉子》年代MUCH台
- 4月21日《秦時明月》MOD龍華戲劇台
- 4月30日《長安十二時辰》八大第1台
- 5月11日《雪中悍刀行》 MOD愛爾達綜合台
- 5月13日《不說再見》MOD EYETV戲劇台
- 5月17日《小捨得》中天台
- 5月19日《愛的理想生活》高點綜合台
- 5月20日《我的小姨》高點綜合台
- 5月25日《理想之城》八大第一台
- 6月7日《光芒》 MOD愛爾達綜合台
- 6月15日《小女霓裳》MOD EYETV戲劇台
- 7月1日《爺們兒》MOD EYETV戲劇台
- 7月13日《玉樓春》MOD EYETV戲劇台
- 7月14日《愛在星空下》MOD EYETV戲劇台
- 7月20日《我們的婚姻》MOD愛爾達影劇台
- 7月26日《親愛的孩子們》MOD EYETV戲劇台
- 8月12日《尚食》MOD EYETV戲劇台
- 8月16日《愛我就別想太多》MOD EYETV戲劇台
- 8月22日《賴貓的獅子倒影》MOD愛爾達影劇台

## 2023年
- 7月3日《錦心似玉》 八大戲劇台

## 2024年
- 5月31日《你是我的榮耀》八大戲劇台
- 5月31日《卿卿日常》八大戲劇台
- 7月5日《驕陽伴我》八大戲劇台
- 7月26日《花轎喜事》八大戲劇台
- 8月26日《三分野》八大戲劇台
- 8月29日《一念關山》八大戲劇台
- 10月9日《要久久愛》八大戲劇台
- 11月22日《在暴雪時分》八大戲劇台
- 12月13日《繁花》緯來戲劇台

## 2025年
- 1月2日《春色寄情人》八大戲劇台
- 3月25日《很想很想你》八大戲劇台
- 3月31日《春花焰》中天娛樂台
- 4月2日《安樂傳》八大戲劇台
- 5月13日《與鳳行》中天娛樂台
- 5月27日《星落凝成糖》八大戲劇台
- 6月11日《玫瑰的故事》八大戲劇台
- 7月9日《无所畏惧》TVBS歡樂台
- 7月10日《柳舟記》東森戲劇台
- 8月7日《惜花芷》八大戲劇台
- 待定《在一起》八大第一台
- 待定《掃黑風暴》八大第一台
- 待定《山海情》八大第一台
- 待定《人世間》八大第一台

## 相關項目
- 台視節目列表
- 中視節目列表
- 華視節目列表
- 人間衛視
- 霹靂台灣
- 中天娛樂台／中天綜合台
- 八大第一台／八大戲劇台
- 東森超視／東森戲劇台
- 緯來育樂台／緯來綜合台/緯來電影台
- 年代MUCH台／東風衛視／高點綜合台
- 衛視中文台／星衛娛樂台
- MOD ELTA影劇／MOD愛爾達綜合台／MOD龍華戲劇/EYE TV 戲劇台／MOD靖天戲劇台

## 外部連結
- 中國偶像劇場 （页面存档备份，存于）